# Повесть о Дзатоити
«Повесть о Дзатоити» (яп. 座頭市物語, дзато:ити моногатари) — японский чёрно-белый фильм в жанре тямбара, поставленный режиссёром Кэндзи Мисуми в 1962 году. Экранизация короткого рассказа Кана Симодзавы, опубликованного в 1961 году и служащего прелюдией к историческому роману, основанному на реальных событиях (в этом романе «Сукэгоро из Ииока» повествуется о жизни якудза в конце периода Эдо). Первая часть серии фильмов о слепом мечнике Дзатоити по праву является классикой самурайского кино (точнее: фильмов жанра тямбара) и началом одной из лучших серий фильмов. Актёр Синтаро Кацу сыграл персонажа Дзатоити в 25 фильмах в период с 1962 по 1973 год, затем в 26-м в 1989 году, а также в четырёх сезонах телесериала, состоящего из 100 эпизодов, в период с 1974 по 1979 год. В 2003 году Такэси Китано снял ремейк, известный у нас как «Затойчи», где сам Китано также сыграл главную роль.

## Сюжет
Ити (или Дзатоити: настоящее имя героя — Ити; Дзато означает слепого человека на японском сленге) — слепой массажист, который путешествует из деревни в деревню, предлагая свои услуги. Однако за его неприметной внешностью скрывается мастер фехтования (а также заядлый игрок). Дзатоити следует своим собственным правилам — прежде всего, он не обнажает меч, если в этом нет явной необходимости. Он прибывает в Ииоку – небольшой посёлок в провинции Сасагава, чтобы навестить своего друга, босса местной якудза Сукэгоро, и очевидно, что глава банды очень рад ему. Всё указывает на то, что вскоре этот район будет потрясен войной между двумя группировками якудза, в которой Дзатоити станет очень ценным союзником. Дзатоити, владеющий техникой быстрого выхватывания меча иай-дзюцу, во время своих странствий познакомился с Хиратэ Мики, ронином, страдающим туберкулёзом. Их дружба оказывается под угрозой, когда двое мужчин вынуждены вступить в конфликт из-за своей связи с соперничающими кланами якудза.

## В ролях
... Персонаж (Дзатоити), который колеблется между трагедией, неуверенностью в себе, озорством и мрачной гордостью, и поэтому является одним из самых обаятельных персонажей в истории кино. Однако в первом фильме трагедия возникает главным образом из-за отношений Дзатоити с ронином Хиратэ Мики. Первая часть сериала — это не просто боевик, а мрачное исследование персонажей, о борьбе двух аутсайдеров за достоинство в холодном мире, который эксплуатирует только своих изгоев.
... Можно было бы критиковать за слишком много персонажей, из-за чего фильм становится неоправданно сложным, и то, что сюжет на самом деле представляет собой просто комбинацию «Телохранителя» Акиры Куросавы (два соперничающих клана соревнуются за звание лучшего фехтовальщика) и «Слепого смотрителя Сирануи», в котором Синтаро Кацу также играет слепого массажиста, но в конечном итоге все персонажи образцово вписаны в историю, и сюжет решен без излишеств. Даже два босса якудза, шаблонные персонажи из бесчисленного множества других фильмов дзидай-гэки и якудза-эйга, здесь обладают чем-то вроде трёхмерной личности.
- Синтаро Кацу — Дзатоити (Ити)
- Масаё Банри — Танэ
- Рюдзо Симада — Сигэдзо, босс якудза из Сасагавы
- Сигэру Амати — Хиратэ
- Хадзимэ Митамура — Хандзи из Мацугиси
- Митиро Минами — Татэкити, брат Танэ
- Эйдзиро Янаги — Сукэгоро, босс якудза в Ииоку
- Тосио Тиба — Масакити
- Манабу Морита — Сэйскэ, экс-возлюбленный Танэ
- Ёсиндо Ямадзи — Яхэй, отец Танэ и Татэкити
- Ёити Фунаки — Ёгоро, якудза из Сасагавы
- Икуко Мори — Ютака, жена Сигэдзо
- Титосэ Маки — Ёси, жена Хандзи

В первом фильме образ Затоичи еще довольно пафосен, так как он еще не успел обрасти свойственными ему яркими бытовыми деталями. Но при этом в фильме уже есть все три основных компонента, свойственные каждой серии этой эпопеи – то бишь противник, женщина и финальный бой. В качестве первого выступает не выходящий из образа “глум-ронина” Сигеру Амати. В качестве второго – обаятельная Масаё Банри.

## Премьеры
- — 18 апреля 1962 года состоялась национальная премьера фильма в Токио[3]

## Комментарии
1. ↑  Пабло Ноте (род. в 1994 г. в Мюнхене) — немецкий кинообозреватель и режиссёр, историк кино и исследователь на многочисленных англо- и немецкоязычных сайтах, основатель крупнейшего в Германии сайта о японском классическом кино www.nippon-kino.net. Снял несколько десятков короткометражных фильмов, а также написал около 200 аналитических работ по кино.